# Alison Krauss
Alison Krauss (* 23. července 1971, Decatur, Illinois, USA) je americká country-bluegrassová zpěvačka a houslistka. Do hudebního průmyslu vstoupila ve velmi raném věku, ve věku deseti let vyhrála regionální soutěž, poprvé nahrávala ve čtrnácti. Roku 1985 podepsala smlouvu s vydavatelstvím Rounder Records a své první sólové album vydala v roce 1987 ve svých šestnácti. Byla pozvána, aby se připojila ke skupině Alison Krauss + Union Station (AKUS), se kterou stále vystupuje. Jejich první album vyšlo v roce 1989.
Dosud vydala více než deset alb, nahrála hudbu k několika filmům a pomohla obnovit zájem o bluegrassovou hudbu v USA. Nejpopulárnějšími se staly nahrávky hudby k filmům, včetně soundtracku O Brother, Where Art Thou?, za nějž získala ocenění Grammy. Po vydání soundtracku k filmu Cold Mountain vystoupila na 2004 Academy Awards. V roce 2007 vydala s Robertem Plantem (ex Led Zeppelin) album Raising Sand a v roce 2021 album Raise the Roof. Během své kariéry získala celkem 27 cen Grammy. Je jednou ze sedmi nejoceňovanějších umělců v tomto oboru a nejoceňovanější ženou vůbec. Obdržela i řadu dalších cen.